# Ida Facula
Mons Ida är ett berg på Amalthea, en av Jupiters minsta månar. Det är känt att det är 20 kilometer högt, alltså ett av de högsta bergen i solsystemet, likt dess grannberg Mons Lyctas.